# Jeff Trepagnier
Jeff Trepagnier, né le 11 juillet 1979 à Los Angeles (États-Unis), est un joueur de basket-ball professionnel américain. Il mesure 1,95 m.

## Université
- 1997 - 2001  Trojans d'USC (NCAA)

## Draft de la NBA
- Sélectionné au second tour, à la 36e position, en 2001 par les Cavaliers de Cleveland.

## Clubs
- 2001 - 2002 :  Cavaliers de Cleveland (NBA)
- 2002 - 2003 :  Asheville Altitude (NBDL)
- 2003 - 2004 :  Nuggets de Denver (NBA)
- 2004 - 2005 :  Eldo Napoli (Serie A)
- 2005 - 2006 :  Ülkerspor İstanbul (1er division)
- 2006 - 2007 :  Eldo Napoli (Serie A)
- 2007 - 2008 :  Pau Orthez (Pro A)
- 2008 - 2009 :  Jam de Bakersfield (D-League)
- 2008 - 2009 :  Vipers de Rio Grande Valley (D-League)
- 2009 - 2010 :  Energy de l'Iowa (D-League)
- 2010 - 2011 :  Scaligera Vérone (Legadue)

## Palmarès
- 2002 - 2003 All-NBDL 1st Team.
- 2005 - 2006 Champion de Turquie avec Ülkerspor İstanbul.